# Hyaleucerea mundula
Hyaleucerea mundula är en fjärilsart som beskrevs av Berg. Hyaleucerea mundula ingår i släktet Hyaleucerea och familjen björnspinnare. Inga underarter finns listade i Catalogue of Life.